# Web apllication firewall
O Web Application Firewall (WAF) trabalha na camada de aplicação da pilha TCP/IP onde inspeciona as solicitações ao servidor verificando através de assinaturas ou anomalias invasões ou tentativas de remover o serviço do AR (DOS), contra as vulnerabilidades conhecidas, como a injeção SQL, parâmetro cookie e manipulações, e cross-site scripting. Apenas as solicitações que são consideradas como verdadeiras (sem strings ou codigos maliciosos) são repassadas para a aplicação trabalhando semelhantemente a um IDS, porém os IDS não rejeitam ou negam os acessos. Dessa forma protegem aplicações que estejam com alguma vulnerabilidade ainda não corrigida.
Referencia https://web.archive.org/web/20071014194147/http://networkcomputing.com/showArticle.jhtml?articleID=185303795